# نویتال
نویتال (به آلمانی: Neutal) یک Landgemeinde و شهرستان اتریش در اتریش است که در Oberpullendorf District واقع شده‌است.

## خصوصیات
نویتال  ۱٬۰۳۲ نفر جمعیت دارد.